# Đại học Complutense Madrid
Đại học Complutense Madrid (tiếng Tây Ban Nha: Universidad Complutense de Madrid hoặc Universidad de Madrid; tiếng Latinh: Universitas Complutensis) là một trường đại học nghiên cứu công lập ở Madrid, Tây Ban Nha, là một trong những trường đại học lâu đời nhất trên thế giới. Trường tuyển sinh hơn 86.000 sinh viên, liên tục đứng trong top đầu các trường đại học ở Tây Ban Nha. Tờ El Mundo của Tây Ban Nha đánh giá trường là cơ sở học thuật uy tín nhất toàn quốc. Trường sở hữu khuôn viên bao la, chiếm toàn bộ quận Ciudad Universitaria của Madrid, còn các phần đất khác nằm ở quận Somosaguas thuộc thành phố Pozuelo de Alarcón bên cạnh.
Trong những năm gần đây, các cựu sinh viên đã mang về nhiều danh dự cho trường, như giải thưởng Nobel (7), giải thưởng Prince of Asturias (18), giải thưởng Miguel de Cervantes (7); ngoài ra có nhiều nhân vật giữ các chức vị như ủy viên châu Âu, Chủ tịch Nghị viện châu Âu, Tổng thư ký Hội đồng châu Âu, Thành viên Ban điều hành Ngân hàng Trung ương châu Âu, Tổng thư ký NATO, Tổng giám đốc UNESCO, Giám đốc điều hành IMF và các vị nguyên thủ quốc gia.
Trong hơn bảy thế kỷ lịch sử, trường đã có đóng góp vô giá trong các lĩnh vực khoa học, mỹ thuật và chính trị. Danh sách cựu sinh viên gồm triết gia danh tiếng (như Ignatiô Loyola), nhà văn (như Federico García Lorca, Pedro Calderón de la Barca), khoa học gia (như Santiago Ramón y Cajal, Severo Ochoa), nhà sử học, lãnh tụ quân sự, lãnh đạo ở nước ngoài (Hồng y Mazarin, Jose Rizal) cùng nhiều vị thủ tướng Tây Ban Nha. Năm 1785, trường đã trở thành một trong những đại học đầu tiên trên thế giới cấp bằng tiến sĩ cho một nữ sinh viên. Theo Nghị định Hoàng gia năm 1857, Đại học Complutense Madrid là tổ chức duy nhất ở Tây Ban Nha được ủy quyền cấp bằng tiến sĩ trên toàn thể Đế quốc Tây Ban Nha.
Đại học Madrid đóng một vai trò lớn trong sự phát triển chính trị của Tây Ban Nha kể từ khi thành lập. Sinh viên tốt nghiệp về sau thăng tiến thành nghị sĩ hoặc bộ trưởng trong nội các trong tất cả các chính phủ của Tây Ban Nha kể từ thời Khai sáng, đặc biệt đáng chú ý trong thời kỳ Cộng hòa Tây Ban Nha thứ hai và quá trình chuyển đổi sau dân chủ. Cựu Phó Thủ tướng đầu tiên María Teresa Fernández de la Vega và cựu Tổng thống, Jose María Aznar đều là cựu sinh viên. Đại học Complutense cũng đóng vai trò chủ nhà cho một số nhân vật quan trọng nhất trong giới trí thức, với truyền thống lâu đời về giáo sư trong số đó có một số nhà bác học vĩ đại của thế giới, đáng chú ý nhất là Albert Einstein. Khá đông trí thức châu Âu đổ xô đến học vào những năm 1930, khi mà Tây Ban Nha dân chủ cung cấp cho họ nơi nương náu khỏi các sự khủng bố của chủ nghĩa phát xít. Trường có nhiều người đoạt giải Nobel những không chỉ là sinh viên tốt nghiệp mà còn là giảng viên.